# Park Krajobrazowy Doliny Bobru
Park Krajobrazowy Doliny Bobru – park krajobrazowy w województwie dolnośląskim położony na terenie gmin Jelenia Góra, Jeżów Sudecki, Lubomierz, Lwówek Śląski, Stara Kamienica, Świerzawa i Wleń.
Zajmuje powierzchnię 10 943 ha, w tym powierzchnia leśna liczy 4215 ha (32%). Otulina Parku zajmuje 12 552 ha.
| Gminy położone na terenie Parku Krajobrazowego Doliny Bobru | Gminy położone na terenie Parku Krajobrazowego Doliny Bobru | Gminy położone na terenie Parku Krajobrazowego Doliny Bobru | Gminy położone na terenie Parku Krajobrazowego Doliny Bobru |
| Gmina                                                       | Powiat                                                      | Województwo                                                 | Kraj                                                        |
| ----------------------------------------------------------- | ----------------------------------------------------------- | ----------------------------------------------------------- | ----------------------------------------------------------- |
| Jelenia Góra                                                | karkonoski                                                  | dolnośląskie                                                | Polska                                                      |
| Jeżów Sudecki                                               | karkonoski                                                  | dolnośląskie                                                | Polska                                                      |
| Stara Kamienica                                             | karkonoski                                                  | dolnośląskie                                                | Polska                                                      |
| Lubomierz                                                   | lwówecki                                                    | dolnośląskie                                                | Polska                                                      |
| Lwówek Śląski                                               | lwówecki                                                    | dolnośląskie                                                | Polska                                                      |
| Wleń                                                        | lwówecki                                                    | dolnośląskie                                                | Polska                                                      |
| Świerzawa                                                   | złotoryjski                                                 | dolnośląskie                                                | Polska                                                      |

- Najwyższe wzniesienie: Siedlęcinka (495 m n.p.m.)[3]
  - a w obrębie otuliny: Wapienna (505 m n.p.m.)[3]

## Fauna i flora
| Fauna   | Fauna                                                   | Flora              | Flora                 |
| Zdjęcie | Nazwa                                                   | Zdjęcie            | Nazwa                 |
| ------- | ------------------------------------------------------- | ------------------ | --------------------- |
|         | dzik                                                    |                    | bluszcz pospolity     |
|         | jeleń                                                   |                    | goryczka krzyżowa     |
|         | kuna                                                    |                    | goryczka orzęsiona    |
|         | lis                                                     |                    | irga czarna           |
|         | nocek duży (na strychu kościoła św. Mikołaja we Wleniu) |                    | kruszczyk błotny      |
|         | puchacz                                                 |                    | naparstnica purpurowa |
|         | sarna europejska                                        |                    | orlik pospolity       |
|         | tchórz                                                  |                    | tojad dzióbaty        |
|         | zając                                                   |                    | wiciokrzew pomorski   |
|         | zając                                                   | włosocień cienisty |                       |

## Formy ochrony przyrody

### Rezerwat przyrody
Na obszarze gminy Wleń znajduje się rezerwat przyrody Góra Zamkowa chroniący zespół grądów z szeregiem cennych gatunków roślin oraz zabytków kultury materialnej.

#### Rezerwat przyrody Góra Zamkowa
Lokalizacja: gmina Wleń
Rok utworzenia: 1994
Powierzchnia: 21,00 ha
Cel ochrony: zespół grądów z szeregiem cennych gatunków roślin oraz zabytków kultury materialnej.
Typ (wg głównego przedmiotu ochrony): leśny A: fitocenotyczny, zbiorowisk leśnych B: lasów i borów, lasów mieszanych górskich i podgórskich

### Obszary Natura 2000

#### Specjalny Obszar Ochrony Siedlisk „Ostoja nad Bobrem”
Lokalizacja: gmina Lwówek Śląski
Powierzchnia: 15 373 ha

#### Specjalny Obszar Ochrony Siedlisk „Panieńskie Skały”
Lokalizacja: gmina Lwówek Śląski
Powierzchnia: 11,5 ha

## Pomniki przyrody
Na terenie Parku Krajobrazowego ustanowiono 8 pomników przyrody.

## Szlaki turystyczne
Przez tereny Parku i otuliny przebiegają trzy popularne szlaki turystyczne, których łączna długość wynosi ok. 100 km. Na terenie Parku Krajobrazowego Doliny Bobru oraz jego otuliny wytyczono ogółem około 92 km szlaków turystycznych (Park – 61 km, otulina – 31 km). Wśród 5 szlaków turystycznych szczególną rolę odgrywają 2 szlaki dalekobieżne:
- Szlak niebieski - Szlak Międzynarodowy E3;
- Szlak zielony - Szlak Zamków Piastowskich.

Inne szlaki:
- Szlak żółty[6].

Najważniejszy węzeł szlaków turystycznych znajduje się w Pilchowicach (obok zapory wodnej).

## Trasy rowerowe
- Euroregionalny Turystyczny Szlak Rowerowy "Dolina Bobru" (oznaczony ER-6);
- Rowerowa Obwodnica Jeleniej Góry (oznaczona kolorem zielonym);
- sieć pozostałych krajowych szlaków rowerowych i ich łączników[7].

## Punkty widokowe[7]
| Punkt widokowy                        | Miejscowość                                 | Wysokość n.p.m. |
| ------------------------------------- | ------------------------------------------- | --------------- |
| Wzgórze Krzywoustego z wieżą widokową | Jelenia Góra                                | 375 m           |
| Góra Zamkowa z wieżą widokową         | Wleń                                        | 384 m           |
| Góra Strzyżowa                        | Strzyżowiec                                 | 425 m           |
| Stanek                                | grupa skalna przy ujściu Kamienicy do Bobru | 350 m           |
| Góra Tarczynka                        | Tarczyn                                     | 422 m           |
| Góra Kaczmarka                        | Radomice                                    | 452 m           |
| Góra Wietrznik                        | Klecza                                      | 482 m           |
| Szwajcaria Lwówecka (masyw skalny)    | Lwówek Śląski                               | 272 m           |